# Dokushô Villalba
Francisco Dokushō Villalba, (Utrera, 8 de noviembre de 1956) es un maestro budista español. En 1987 fue el primer español en obtener el reconocimiento como maestro zen. Fue discípulo del maestro zen japonés Taisen Deshimaru difusor del zen en Europa quien le ordenó monje budista zen en 1978. Villalba se convirtió en su colaborador traduciendo al español las obras de Deshimaru y fue el traductor de la primera versión española del Bodhicaryavatara. Tras la muerte de su maestro en 1982, Villalba regresó a España, donde fundó varios centros zen.  En la década de los ochenta viajó a Japón para completar su formación. En 1987 recibió la Transmisión del Dharma, el reconocimiento como maestro zen y la autorización para fundar templos y centros de su segundo maestro, Shuyu Narita. Villalba es el fundador de la Comunidad Budista Soto Zen en España en 1989 y del Monasterio Budista Zen Luz Serena, el primer monasterio budista fundado en España, donde reside habitualmente. Escritor, conferenciante y traductor de reputación internacional, ha participado en numerosos encuentros y debates sobre religión e interculturalidad entre ellos el Parlamento de las Religiones del Mundo.

## Biografía
Es el mayor de cinco hermanos. Nació en el seno de una familia de jornaleros andaluces en Utrera (Sevilla). Su abuelo materno era un campesino y teniente del Ejército Republicano que murió en el frente. Estudió preescolar en un colegio de monjas de la orden de María Auxiliadora y hasta los once años EGB en el Colegio Salesiano de Utrera y después en el Instituto de Enseñanza Media Ruiz Guijón. A los catorce años comenzó a colaborar con Acción Católica en las campañas de alfabetización de los barrios marginados de Utrera. Después pasa a trabajar con la HOAC (Hermandad Obrera de Acción Católica).
En 1975 empieza a estudiar magisterio en la Universidad de Sevilla e implicado en la lucha antifranquista colaboró, sin afiliarse, con el Partido Comunista y la ORT.
En medio de una crisis existencial, en 1977 conoce a un monje zen que enseñaba meditación zen en Sevilla y empezó a practicar. En 1978 viajó a París, donde el maestro zen japonés Taisen Deshimaru difusor del zen en Europa, le acogió en su comunidad y le ordenó monje budista zen.
De retorno a Sevilla, cofundó y dirigió el Centro Zen de Sevilla.
A finales de 1979 trasladó su residencia a París, donde estudió con el Maestro Taisen Deshimaru y se convirtió en uno de sus colaboradores más cercanos traduciendo al español sus obras. A la muerte de Deshimaru, en 1982, Dokushô Villalba se trasladó a Madrid donde fundó el Centro Zen de Madrid y la Asociación Zen de España.
Posteriormente viajó a Japón para continuar su formación. Encontró a Shuyu Narita, discípulo, como Taisen Deshimaru, del maestro Kodo Sawaki. Dokushô recibió la enseñanza del mismo linaje Soto Zen y en 1987 recibió la transmisión del Dharma en el templo Todenji, en la norteña prefectura de Akita, Japón de la mano de Shuyu Narita. Tras varios años de práctica-estudio en los principales monasterios japoneses, las autoridades del Sōtō Zen japonés lo reconocieron como maestro budista zen, convirtiéndose en el primer maestro Soto Zen español de la historia. Su escuela de origen budista, surgió en el siglo VI en China y tiene como una de sus experiencias centrales la práctica de la meditación.
En 1989 fue fundador y presidente de la Comunidad Budista Soto Zen en España. Un año más tarde, en 1990 el maestro zen japonés Shuyu Narita, puso la primera piedra del Monasterio Budista Zen Luz Serena ubicado en Casas del Río, Valencia del que Villalba es abad fundador . El centro, reconocido internacionalmente para la formación de monjes budistas, celebró en 2014 su 25 aniversario.  En este monasterio reposan parte de las cenizas de Shuyu Narita en un monumento erigido tras su muerte en 2004.
Dokushō Villalba nombró sucesor en el Dharma a Denkō Mesa el 31 de diciembre de 2005, retirando posteriormente dicho nombramiento el 7 de septiembre de 2020. El 4 de diciembre del mismo año nombra su sucesor en el Dharma a Daizan Soriano.
Francisco Dokushô Villaba es también miembro de la Unión Budista Europea
Implicado en el debate interreligioso en 2003-2004 formó parte del Comité Local Organizador de la UNESCO de la reunión en Barcelona del Parlamento de las Religiones del Mundo uno de los diálogos más multitudinarios del Foro Universal de las Culturas celebrado en Barcelona en 2004 y ha participado en posteriores reuniones, entre ellas en Alicante en 2007. En 2008 participó en el Ier Congreso Internacional Ecología y Religiones.
Ha escrito y traducido numerosas obras sobre zen y espirtualidad oriental.

## Reconocimientos
- En 2008 fue galardonado con el Mostachón de Oro 2008, concedido por la Ciudad de Utrera.[14]

## Publicaciones
Desde 1984 dirige la colección "Textos de la Tradición Zen" de Ediciones Miraguano (Madrid). En 1998 la misma editorial comienza a publicar una nueva colección titulada «De corazón a corazón», que recoge las enseñanzas que el maestro Dokushô imparte a sus estudiantes. En esta colección se han publicado ya cuatro obras: «Vida simple, corazón profundo», «Fluyendo en el presente eterno», “Siempre ahora”, “Riqueza Interior” y “La voz del valle, el color de las montañas”.
Ha publicado también una “Antología poética” que recoge parte de su creación poética de los últimos años.

### Listado de libros de los que es autor
- ¿Qué es el Zen.  Miraguano Ediciones. Madrid 1984.
- Vida simple, corazón profundo. Miraguano Ediciones. Madrid 1998.
- Fluyendo en el presente eterno. Miraguano Ediciones. Madrid 1999.
- Siempre ahora. Miraguano Ediciones. Madrid 2000.
- Riqueza interior. Miraguano Ediciones. Madrid 2001.
- Antología poética. Utrerana de Ediciones. Utrera 1999.
- La doma del buey. Ediciones Miraguano. Madrid.
- Crónicas del Acantilado Azul (Hekiganroku.), 2 vol. Comentarios. Ediciones Miraguano, Madrid
- Psicoterapia y Espiritualidad.,  en colaboración con Xavier Serrano. Valencia 1995.
- La Voz del valle, el color de las montañas. Miraguano Ediciones. Madrid, 2007.
- Zen en la plaza del mercado. Ediciones Aguilar, Madrid, 2008.
- Budismo: Historia y Doctrina. Tercer Volumen: Budismo Zen. Miraguano Ediciones, Madrid, 2009.
- Clara Luz, Traducción y comentarios del capítulo Kômyô, del Shôbôgenzô, del maestro zen Eihei Dôgen. Miraguano, 2009.
- El cuerpo real. Miraguano Ediciones, 2012.
- Ríos que retornan al océano. Miraguano Ediciones, 2015.
- Shôbôgenzô, "La preciosa visión del Dharma verdadero", de Eihei Dôgen, traducción anotada de 21 capítulos. Editorial Kairós, Barcelona, octubre de 2015.
- Zen en la plaza del mercado. 2016. Editorial Kariós. Barcelona[1]

### Obras que ha traducido
- Introducción al Budismo Tibetano. S.S. Dalai Lama. Luis Cárcamo editor. Madrid
- Zen y Artes Marciales. Taisen Deshimaru. Luis Cárcamo Editor. Madrid
- Autobiografía de un monje Zen. Taisen Deshimaru. Luís Cárcamo Editor. Madrid
- Preguntas a un maestro zen. Taisen Deshimaru. Editorial Kairós. Barcelona
- El cuenco y el bastón. Cien cuentos zen. Taisen Deshimaru. Visión Libros. Barcelona.
- Shodoka, el canto del inmediato satori. Taisen Deshimaru. Visión Libros, Barcelona
- Lo fantástico y lo cotidiano. Visión Libros. Barcelona
- Poemas de Amor divino (Diwân). Hussayn Manssur Hallâj. Ediciones Miraguano. Madrid.
- Haiku de las cuatro estaciones. Bashô. Ediciones Miraguano. Madrid
- La divina locura de Drugpa Kunley. Ediciones Miraguano. Madrid.
- La marcha hacia la luz. Santideva. Ediciones Miraguano. Madrid.
- El blanco invisible. Pascal Fauliot, Visión Libros. Barcelona.
- El sutra de la gran sabiduría. Taisen Deshimaru, Ediciones Miraguano. Madrid
- El sutra de la gran compasión. Taisen Deshimaru. Ediciones Miraguano. Madrid
- El poema de la fe en el espíritu (Shin Jin Mei). Sosan, Ediciones Miraguano, Madrid.
- Enseñanza zen de Eihei Dôgen (Shobogenzo zuimonki). Ediciones Miraguano, Madrid
- La enseñanza de Vimalakirti (Vimalakirti nirdesa sutra). Ediciones Miraguano, Madrid
- La clara luz del ser (Jijuyu zanmai), de Menzan Zuihô. Ediciones Miraguano, Madrid.
- Puntos esenciales en la práctica de la Vía (Gakuyojinshu).Eihei Dôgen, Ediciones Miraguano, Madrid
- Tratado de alquimia y fisiología taoísta, de Zhao Bichen. Ediciones Miraguano, Madrid
- Xîn Xîn Ming, Canto al Corazón de la Confianza, del maestro chan Jianzhi Sengcan. Introducción, comentarios, notas y traducción directa del chino. Ediciones i, Valencia, 2009.
- Clara Luz. Traducción y comentarios del Shôbôgenzô Kômyô, del maestro zen Eihei Dôgen. Miraguano Ediciones, 2009.
- Dichos y Hechos de tres maestros chan chinos. Miraguano Ediciones, 2009.
- Iluminación silenciosa. Antología de textos soto zen. Miraguano Ediciones, 2010.
- Hokyo-ki, Diario de Dôgen en China. Miraguano Ediciones, 2011.
- El sutra del Samadhi Diamante. Trducido junto con Kepa Eguiluz, Miraguano Ediciones, 2013.

### Obras en las que ha colaborado
- Introducción a la obra “Semillas Zen”, de Shundo Aoyama. Ediciones Miraguano, Madrid.
- Introducción a la obra “Guía práctica de iniciación al zen” de Taimen Guareschi, Barcelona.
- Introducción a la obra “Al alba del siglo XXI”, de Xavier Serrano, Ediciones Orión, Valencia 2001.
- Prólogo de la obra “Deja que suceda”, de Josep Vila, 2008.

## Exposiciones fotográficas
Desde 1998 dedica parte de su tiempo libre a la afición por la fotografía. Resultado de ello han sido varias exposiciones en distintas ciudades españolas.
- Al borde del infinito. Museo de la Ciencia y del Cosmos. Tenerife 1999.
- Al borde del infinito. Sala Municipal de Exposiciones del Exmo. Ayuntamiento de Requena. 2000.
- Al borde del infinito. Sala de exposiciones de la escuela española de Terapia Reichiana.  Valencia 2001.
- Ensueños. Sala de exposiciones de la Casa de la Cultura. Utrera, 2002.
- Dos miradas zen. Galería Pro-40. Zaragoza 2002.
- “Como el agua”. Palau des Arts de Altea, Alicante. Febrero 2003.
- “Cuatro Elementos”. Palau des Arts de Altea, Alicante. Enero 2004.
- “El espíritu del agua”. Sala Orienta. Zaragoza, mayo-julio, 2008.
- “Planeta Agua”, Salón de Actos de El Corte Inglés, Zaragoza, 2010.